# Realismo crítico (Roy Bhaskar)
El término realismo crítico designa una aproximación filosófica asociada al nombre de Roy Bhaskar. Combina una filosofía general de la ciencia (el realismo trascendental) con una filosofía de las ciencias sociales (el naturalismo crítico) para describir la frontera entre los mundos natural y social.

## Realismo crítico contemporáneo

### Filosofía general
Bhaskar desarrolló una filosofía general de la ciencia que designó como realismo trascendental, y una filosofía especial de las ciencias humanas que llamó naturalismo crítico. Los dos términos fueron combinados por otros autores para formar la expresión abarcante realismo crítico.
El realismo trascendental intenta establecer que para que la investigación científica tenga sentido, el objeto de investigación tiene que tener mecanismos internos reales y manipulables, que puedan ser puestos en marcha para producir resultados particulares y predecibles; sería lo que hacemos cuando realizamos experimentos.  Esta idea contrasta con la proclamada por los científicos empiristas de que lo único que se puede hacer es observar la relación causa-efecto y dotarla de significado. Mientras que el empirismo, y de manera más general el positivismo, localizan las relaciones causales en el plano de los hechos, el realismo crítico los ubica en el nivel del mecanismo generativo, argumentando que las relaciones causales son irreducibles a los enlaces constantes empíricos (constant conjunctions) de la doctrina de David Hume; en otras palabras, una relación conjuntiva constante entre los acontecimientos no es suficiente, y ni siquiera es necesaria, para demostrar una relación causal.
La implicación de esto es que la ciencia tendría que ser entendida como un proceso en marcha, por el que los científicos mejoran los conceptos que usan para entender los mecanismos que estudian. No debería ser, en contra de lo que proclaman los empiristas, cuestión de observar una coincidencia entre un variable independiente postulada y una variable dependiente. También se rechaza el refutacionismo, por la constatación de que es muy posible que exista un mecanismo, pero que ocurra que a) no se active, b) se active, pero no sea percibido, o c) que se active, pero que sea contrarrestado por otros mecanismos, lo que da lugar a efectos imprevisibles.  Así, la no-realización de un mecanismo postulado no implica necesariamente su inexistencia, en contra de lo que dicen los positivistas.
El naturalismo crítico argumenta que el modelo realista trascendental de la ciencia es igualmente aplicable al mundo físico y al humano.  Aun así, cuándo estudiamos el mundo humano estamos estudiando algo fundamentalmente diferente del mundo físico y por tanto tenemos que adaptar nuestra estrategia.  El naturalismo crítico por tanto prescribe un método científico social que busca identificar los mecanismos que producen acontecimientos sociales, pero reconociendo que éstos están en estado de flujo en un grado mucho mayor que los del mundo físico (ya que las estructuras humanas cambian mucho más fácilmente que las de, por ejemplo, una hoja).  Tenemos que entender especialmente que la acción humana es posibilitada por estructuras sociales, que ellas mismas requieren la constancia de la combinación de ciertas condiciones previas con una determinada acción resultante. Es más, los individuos que habitan esas estructuras sociales son capaces de reflexionar conscientemente sobre las acciones que las producen, y de cambiarlas—una práctica que es en parte facilitada por la investigación científico-social.

### Desarrollos
Desde que Bhaskar dio los primeros pasos en la divulgación de la teoría del realismo crítico, en los años 1970, esta concepción ha llegado a convertirse en una de los principales fundamentos del desarrollo del método científico en las ciencias sociales, rivalizando con el empirismo/positivismo, y con el posestructuralismo/relativismo/antipositivismo.
Tras la formulación del realismo crítico, Bhaskar se consagró al desarrollo de un sistema filosófico al que llamó realismo crítico dialéctico y que aparece perfilado en su libro Dialectic: The Pulse of Freedom (Dialéctica: el pulso de la libertad).
Andrew Collier escribió una introducción divulgativa a los escritos de Bhaskar. Andrew Sayer ha producido textos accesibles sobre el realismo crítico en las ciencias sociales. Danermark et al. también han ofrecido una presentación accesible. Margaret Archer aparece asociada a esta escuela, así como el escritor ecosocialista Peter Dickens.
El antropólogo anarquista David Graeber se basa en el realismo crítico, que entiende como una forma de filosofía heraclítea, y enfatiza el flujo y el cambio por encima de esencias estables, en su libro antropológico sobre el concepto de valor, Toward an anthropological theory of value: the false coin of our own dreams (Hacia una teoría antropológica del valor: la falsa moneda de nuestros propios sueños).
Recientemente, la atención se ha dirigido hacia el problema de implementar el realismo crítico en la investigación social aplicada. Un volumen colectivo examinó el uso del realismo crítico en el estudio de las organizaciones (Edwards, O'Mahoney, y Vincent 2014). Otros autores (Fletcher 2016, Parr 2015) han tratado de qué metodologías de investigación concretas y qué métodos llevan (o no) a una investigación consistente con el realismo crítico como filosofía de la ciencia.

## Realismo crítico en economía
Economistas heterodoxos como Tony Lawson, Lars Pålsson Syll, Frederic Lee o Geoffrey Hodgson intentan aplicar las ideas del realismo crítico a la economía, especialmente la idea dinámica de la interacción macro-micro.
Según economistas realistas críticos, el objetivo central de la teoría económica es proporcionar explicaciones en términos de estructuras generativas ocultas. Esta posición combina el realismo trascendental con una crítica de la economía estándar, argumentando que esa economía (I) confía excesivamente en una metodología deductivista, (II) abraza un entusiasmo acrítico por el formalismo, y (III) cree en predicciones fuertes condicionales que han sido desmentidas repetidas veces por los hechos.
El mundo que la economía estándar u ortodoxa estudia es el mundo empírico; pero este mundo no concuerda con la ontología subyacente a las regularidades económicas.  El punto de vista estándar se ocupa así de una realidad limitada, porque los realistas empíricos asumen que los objetos de indagación son sólo «regularidades empíricas», es decir, objetos y sucesos de la experiencia, no la realidad completa.
El realista crítico ve el ámbito de los mecanismos causales reales como el objeto apropiado de la ciencia económica, mientras que la concepción positivista es que la realidad se agota en la realidad experimentada. Tony Lawson argumenta que la economía debería abrazar una «ontología social» en la que se tengan en cuenta las causas subyacentes a los fenómenos económicos.

## Marxismo y realismo críticos
Uno de los desarrollos del realismo crítico de Bhaskar subyace a las raíces ontológicas de ciertas corrientes contemporáneas de la teoría política y económica marxistas. La filosofía realista descrita por Bhaskar en A realist theory of science (Una teoría realista de la ciencia) es compatible con el trabajo de Marx, porque diferencia entre una realidad intransitiva, que existe independientemente del conocimiento humano de ella, y el mundo socialmente producido de la ciencia y el conocimiento empírico. Esta lógica dualista está claramente presente en la teoría marxista de la ideología, según la cual la realidad social puede ser muy diferente de su empíricamente observable apariencia superficial. Alex Callinicos, en especial, ha defendido una ontología 'crítico-realista' en la filosofía de las ciencias sociales, y explícitamente reconoce la influencia de Bhaskar (rechazando a la vez la deriva espiritualista que se observa en su obra tardía). La relación entre la filosofía realista crítica y el marxismo también ha sido tratada en un artículo común de Bhaskar y Callinicos publicado en el Journal of Critical Realism (Revista de Realismo Crítico).

## Realismo crítico en la teoría de las relaciones internacionales
A partir de 2000, la filosofía realista crítica ha tenido una influencia creciente en el campo de la teoría de las relaciones internacionales. Según Patrick Thaddeus Jackson el realismo crítico está haciendo furor en este campo. Autores como Bob Jessop, Colin Wight, Milja Kurki, Jonathan Joseph y Hidemi Suganami han publicado trabajos importantes sobre la conveniencia de empezar a aplicar a la investigación de las relaciones internacionales una ontología social realista crítica, cuyo origen atribuyen por completo a Roy Bhaskar.